# کرهوف (ناحیه بلانسکو)
کرهوف (به چکی: Krhov) یک منطقهٔ مسکونی در جمهوری چک است که در ناحیه بلانسکو واقع شده‌است. کرهوف ۱٫۹۲ کیلومتر مربع مساحت و ۱۵۵ نفر جمعیت دارد و ۳۵۳ متر بالاتر از سطح دریا واقع شده‌است.